# Carex grantii
Carex grantii är en halvgräsart som beskrevs av A.Benn. Carex grantii ingår i släktet starrar, och familjen halvgräs. Inga underarter finns listade i Catalogue of Life.